# 1930 en chimie
Cet article présente les faits marquants de l'année 1930 en chimie.

## Évènements
- Linus Pauling propose les règles de Pauling, qui sont les principes clés pour l'utilisation de la cristallographie à rayons X pour déduire la structure moléculaire[1].
- Une équipe de chimistes dirigée par Wallace Carothers à DuPont développe le nylon, l'un des polymères synthétiques les plus commercialisés de l'histoire[2].
- À la suite des travaux de son élève hongrois Tibor Erdey-Grùz (1972-1976), Max Volmer formalise la cinétique électrochimique des systèmes lents en proposant le modèle de Butler-Volmer[3], dont on doit le nom à John Alfred Valentine Butler et à Max Volmer.
- 17 avril : des chercheurs de la société DuPont inventent le néoprène[4].

## Prix
- Prix Nobel de chimie : Hans Fischer pour ses travaux sur la constitution de l'hémine et de la chlorophylle et spécialement pour la synthèse de l'hémine[5],[6].
- Médaille Davy : Robert Robinson pour ses travaux sur la constitution et la synthèse des produits naturels ; également pour ses contributions à la théorie des réactions organiques[7],[8].
- Faraday Lectureship : Niels Bohr[9]
- Médaille William-H.-Nichols : Samuel E. Sheppard[10]

## Naissances
- 9 avril : Frank Albert Cotton (mort en 2007), chimiste inorganicien américain.
- 17 mai : Francis Édeline, biochimiste belge.
- 12 septembre : Akira Suzuki, chimiste japonais, lauréat du prix Nobel de chimie 2010.
- 5 octobre : Raphael Mechoulam (mort en 2023), chimiste israélien.
- 10 octobre : Yves Chauvin, chimiste français, prix Nobel de chimie en 2005.
- 15 décembre : Henri Kagan, chimiste français.

## Décès
- 5 janvier : Ludwig Claisen (né en 1851), chimiste allemand.
- 1er mars : Maurice Berger (né en 1866), chimiste français.
- 6 août : Joseph Achille Le Bel (né en 1847), chimiste français.
- 13 décembre[11] : Fritz Pregl (né en 1869), chimiste autrichien.